# 蓼 (春秋)
蓼（りょう）は、中国春秋時代の諸侯国。春秋時代には2つの同名の蓼が存在した。また、安徽省六安市舒城県一帯には舒蓼が存在した。この国は偃姓で群舒（皋陶の末裔が封じられた国の総称）の国である。

## 姫姓蓼
一国は『春秋左氏伝』桓公十一年（紀元前701年、楚の武王四十年）に「鄖人の軍が蒲騒に陣取り、随・絞・州・蓼が与し、楚を伐した」と記載がある。現在の河南省南陽市唐河県に位置する蓼で、廖とも呼ばれる。『春秋左氏伝』哀公十七年には春秋時代末期の楚の大夫が先君の楚の武王時期に州と蓼を克し、功を立てたことを追溯した。州と蓼の両国を言及されていることから、楚の武王四十年に州等の国が連合して楚を討伐したことを計画したのは蓼と考えられている。

## 偃姓蓼
『春秋左氏伝』文公五年（紀元前622年、楚の穆王四年）「楚の公子燮が蓼を滅ぼした」と記載されていて、現在の河南省信陽市固始県に位置した蓼と考えられている。この蓼は庭堅（高陽或いは八愷）の末裔である。

## 位置
『春秋左氏伝』文公五年の記載によると姫姓蓼の位置は河南省信陽市固始県北東、都城は現在の安徽省六安市霍邱県城関鎮の付近。国都は固始県蓼城岡遺跡である。
『春秋左氏伝』桓公十一年の記載によると偃姓蓼は現在の河南省南陽市唐河県南に位置する。

## 史書の記載
- 『史記』夏本紀：禹封皋陶之後（偃姓）于英・六。
- 『正義』：英即蓼也，是為虞蓼子国，殷（商）属徐州。
- 『禹貢指南』：殷割淮南江北以益徐。